# Fézensaguet
Le Fézensaguet ou Fézenzaguet est un petit pays gascon aujourd'hui compris dans le département du Gers, avec pour chef-lieu Mauvezin. Cette vicomté historique se situe entre l'Armagnac et la Lomagne.

## Liste des vicomtes de Fézensaguet
Selon Bouillet et Chassang, il s'agit d'une vicomté donnée en apanage en 1163 par Bernard IV, comte d'Armagnac, à son quatrième fils, Roger Ier. Le fils de Roger, Géraud V, devint en 1256 comte d'Armagnac par l'extinction des lignes aînées ; mais en 1285, son fils cadet fonda une nouvelle branche de comtes de Fézenzaguet. Incorporé de nouveau à l'Armagnac en 1403, ce pays fut réuni à la couronne avec cette province.
Des recherches plus récentes datent le détachement en 1182 du comté de Fezensac par Bernard IV, comte d'Armagnac et de Fezensac en faveur de son neveu Bernard de Lomagne. Les différents vicomtes furent :
- 1184-ap.1188 : Bernard Ier de Fézensaguet († 1188/1193), fils d'Odon de Lomagne, seigneur de Firmacon, et de Mascarose d'Armagnac. Épouse Géraude, peut-être fille de Roger-Bernard Ier de Foix.
- av.1193-1200 : Bernard II († 1200), fils du précédent.
- 1200-1215 : Géraud Ier († 1219), frère du précédent. En 1215, il devient comte d'Armagnac et de Fezensac (Géraud V) et cède le Fézensaguet à son frère cadet.
- 1215-1245 : Roger Ier (1190 † 1245), frère du précédent. Épouse Pincelle d'Albret, fille d'Amanieu IV d'Albret.
- 1245-1285 : Géraud II (1235 † 1285), fils du précédent, devient comte d'Armagnac et de Fezensac (Géraud VI) en 1254. Épouse Mathe de Béarn, fille cadette de Gaston VII de Béarn.
- 1285-1320 : Gaston (1275 † 1320), fils cadet du précédent. Épouse Marquise de Périgord, fille de Hélie IX de Périgord (sans postérité et répudiée), puis Valpurge de Rodez, fille cadette de Henri II de Rodez.
- 1320-1339 : Géraud III († 1339), fils du précédent. Épouse Jeanne de Comminges, fille de Pierre-Raimond Ier de Comminges.
- 1339-1390 : Jean Ier († 1390), fils du précédent. Épouse Marguerite Duèze, fille d'Arnaud II, vicomte de Carmain.
- 1390-1401 : Géraud IV († 1401), fils du précédent, déjà comte de Pardiac par son mariage avec Anne de Montlezun.
- 1401-1402 : Jean II († 1402), fils du précédent, déjà comte de Comminges par son mariage avec Marguerite de Comminges.

En 1402, Bernard VII, comte d'Armagnac, de Fezensac et de Rodez, emprisonne son cousin et s'empare des terres de Fézensaguet et de Pardiac. Le Fézensaguet suit le sort des comtés d'Armagnac et de Fezensac et sera rattaché au domaine royal en 1589, à l'accession d'Henri IV au trône de France.
L'actuelle communauté de communes Bastides du Val d'Arrats prolonge cet ancien territoire.